# Casa de empeños

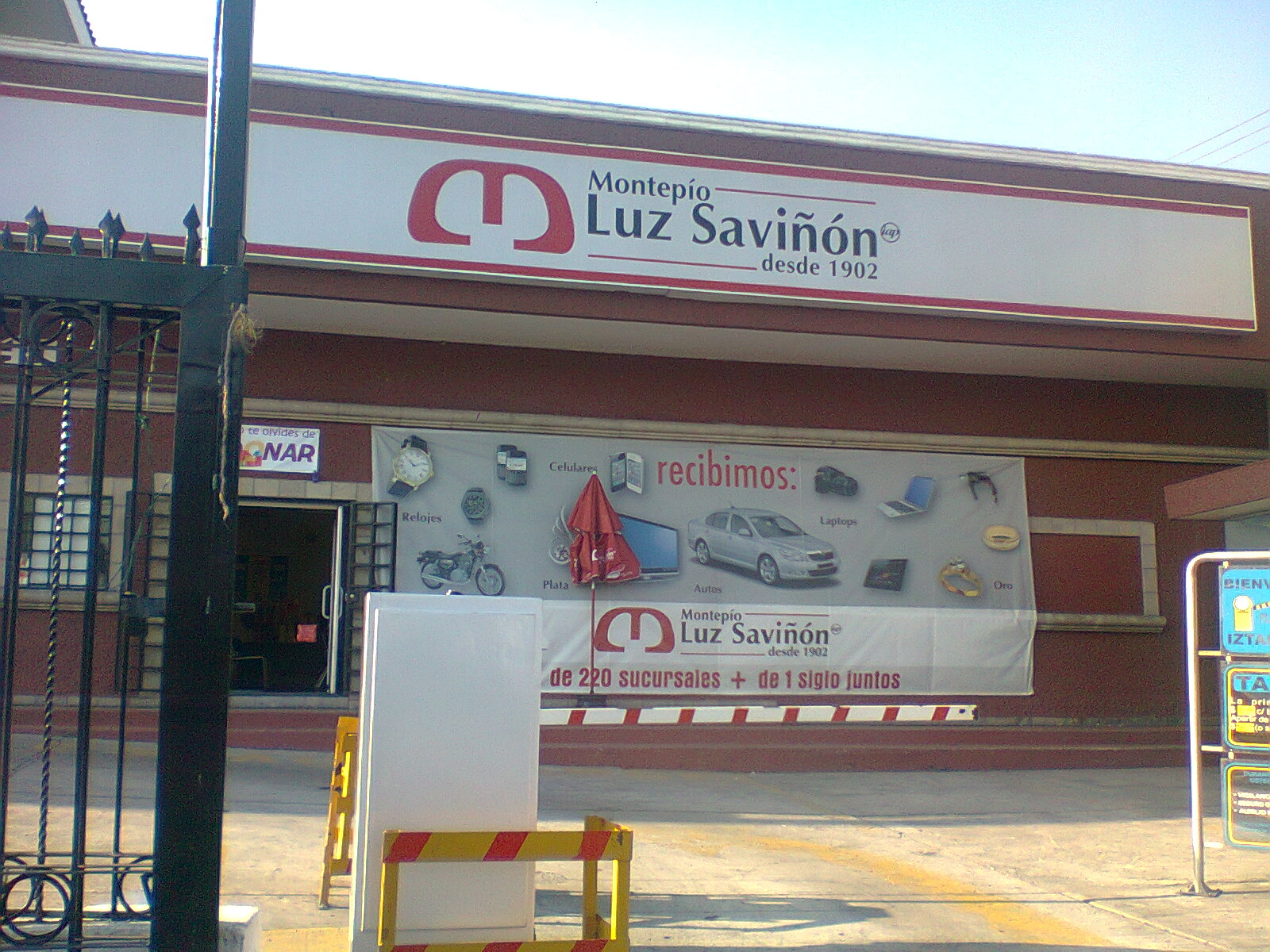
Sucursal Ermita, Rojo Gómez.

 Una casa de empeño es una institución que presta dinero de manera inmediata a sus clientes, esto a través de préstamos prendarios.
Es decir, se acude a una de estas empresas comerciales con algún bien de valor, como pueden ser joyas y relojes de oro o plata, aparatos electrónicos como televisores, pantallas, consolas de videojuegos, monedas antiguas, automóviles, hipotecas, entre algunos otros. Los bienes que se empeñan dependen de lo que acepte la casa a la que se acuda.

## Mecanismo

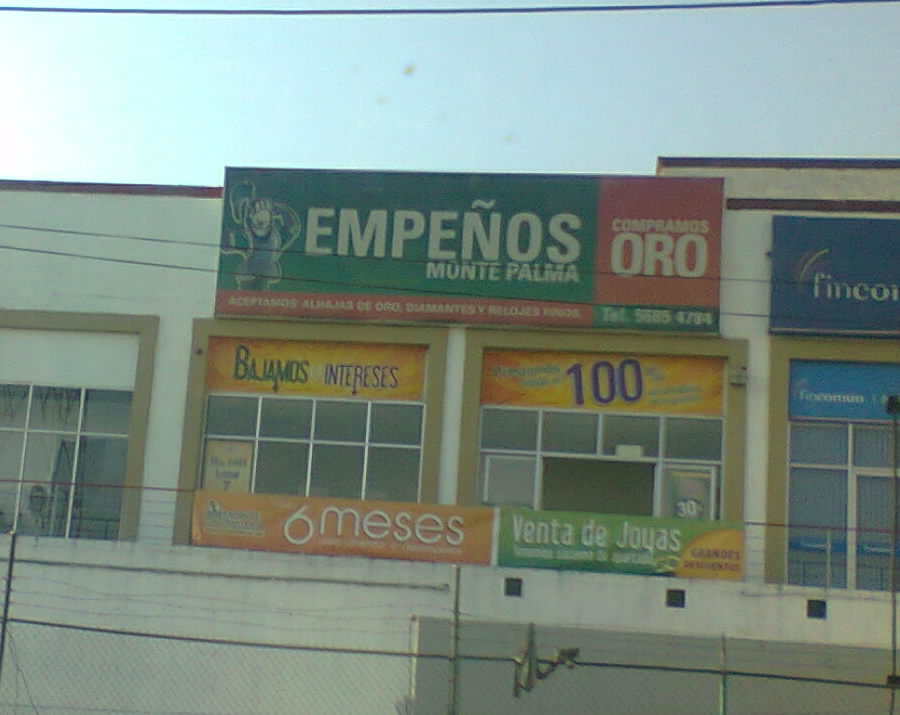
Calzada Ermita Iztapalapa

Son consideradas como una opción de préstamo rápido, pues el mecanismo es el siguiente:
1. Se acude a una sucursal.
2. Se presenta una identificación oficial (es necesario ser mayor de edad).
3. Se presenta el bien a empeñar y la casa hace una valuación del mismo para determinar el monto del préstamo.
4. Se le informa al interesado las condiciones del préstamo, es decir, de las fechas y formas de pago periódico y pago final, así como la tasa de interés que se va a establecer. Se le aclara bajo qué condiciones puede recuperar su bien (en este caso es necesario identificarse, pagar la cantidad prestada inicialmente, más los intereses y el costo de almacenaje) y bajo cuáles condiciones puede perderlo definitivamente. Finalmente se firma un contrato en donde queda asentado por escrito todo lo anterior.
5. Se realiza una boleta de pago, que muchas veces es una copia del mismo contrato, y se le entrega la cantidad de dinero en efectivo pactada con el interesado.

Generalmente se enfocan a la población con bajos ingresos.

## Historia

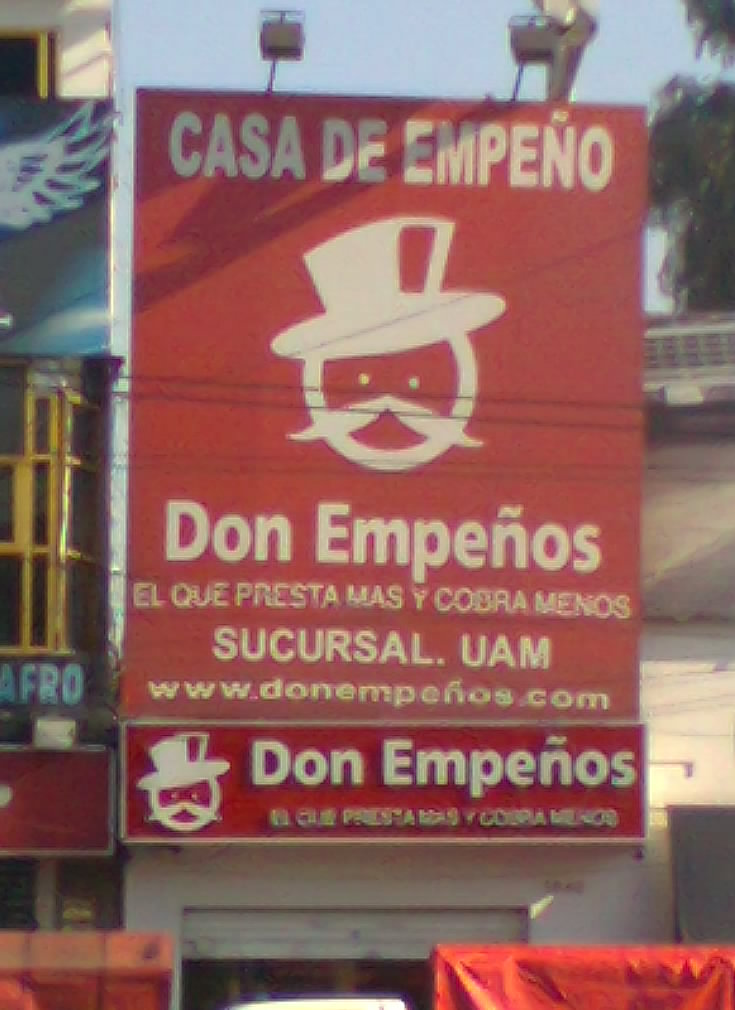
Sucursal metro UAM-I

Las casas de empeño han operado por varios siglos tanto en oriente como en occidente, variando en su forma de operación así como su fundación y estatutos bajo los que se rigen. 

## Casa de empeño en Perú
Las casas de empeño de Lima tienen su origen en la época colonial española. Ofrecían préstamos garantizados con objetos personales, lo que permitía obtener dinero en efectivo a personas sin acceso a los servicios bancarios tradicionales.
A principios del siglo XX se fundó en Lima el Monte de Piedad, inspirado en instituciones europeas similares. Su objetivo era ofrecer préstamos a bajo interés para luchar contra la usura y ayudar a los necesitados.
A lo largo del siglo XX, estas casas de empeño se multiplicaron, convirtiéndose en una importante fuente de crédito para particulares y pequeñas empresas, especialmente para aquellos que se encontraban al margen del sistema bancario formal.
El gobierno peruano introdujo entonces una normativa para supervisar estas actividades, protegiendo a los consumidores y garantizando la transparencia de las transacciones.
Hoy en día, las casas de empeño de Lima (como https://prestadelsol.com/) siguen desempeñando un papel clave en la provisión de soluciones crediticias rápidas y accesibles, especialmente para las personas sin acceso a los servicios bancarios tradicionales.

## Casas de empeño en México
En México, al término de su Revolución, en junio de 1921, la Junta de Beneficencia Privada (dependiente de la Secretaría de Gobernación) inicia la supervisión de las operaciones de las casas de empeño existiendo también en la rama de préstamos con garantía prendaria, empresas privadas, con el propósito de desarrollar y operar franquicias en todo el país, otorgando créditos prendarios.
La Procuraduría Federal del Consumidor señala que en México existen más de 9,300 casas de empeño operando entre instituciones de asistencia privada y empresas particulares.

### Regulación

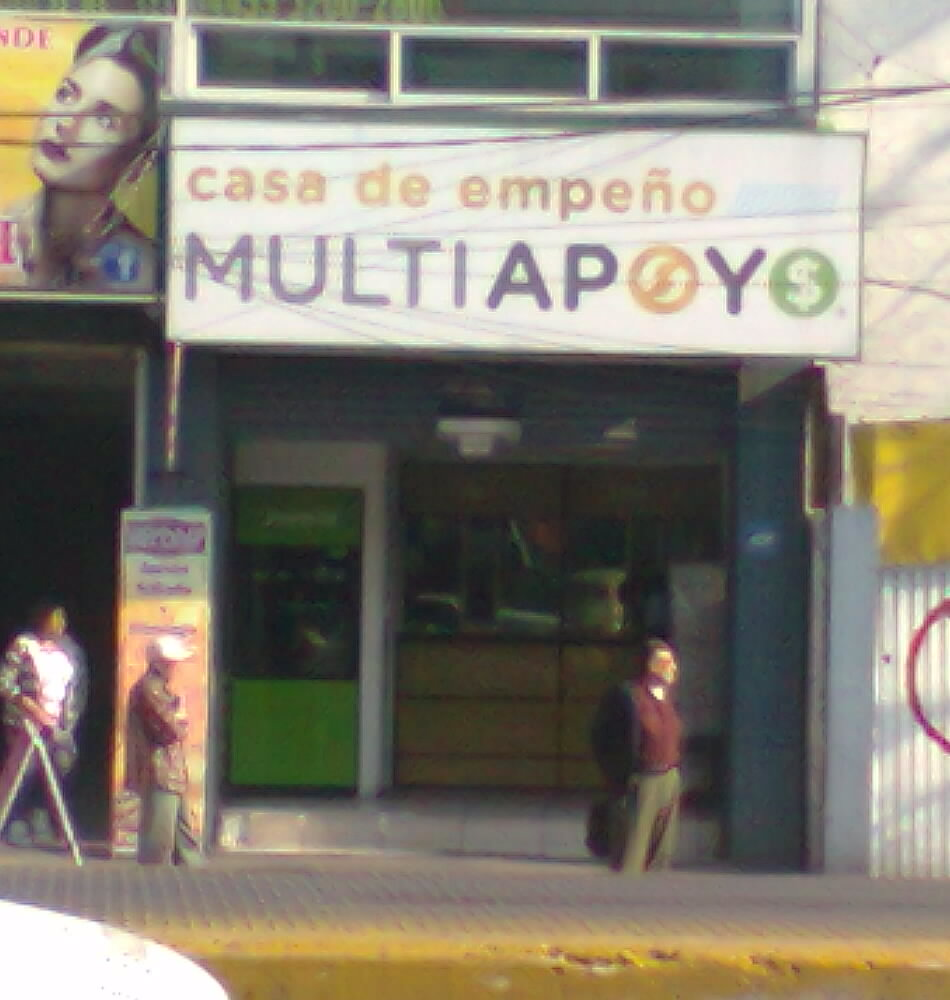
Sucursal Iztapalapa

Las casas de empeño están reguladas por la NOM-179-SCFI-2007 de Servicios de mutuo con interés y garantía prendaria; y que la Ley Federal de Protección al Consumidor (LFPC) protege a los consumidores que acuden con estos proveedores. En este sentido, las casas de empeño deben tener registrado su Contrato ante Profeco.
Las casas de empeño que no persiguen fines de lucro se norman en la Ley de Instituciones de Asistencia Privada para el Distrito Federal. Otras casas de empeño son constituidas de acuerdo a las legislaciones mercantiles, que no forman parte del sistema financiero formal, pero están sectorizadas como una actividad económica. También en la fracción tercera del artículo 27 Constitucional y el artículo 2687 del Código Civil Federal.